# Mannschaftskader der österreichischen 1. Bundesliga im Schach 2011/12 (Frauen)
Die österreichische Schachbundesliga der Frauen 2011/12 hatte folgende Spielermeldungen und Einzelergebnisse:

## Legende
Die nachstehenden Tabellen enthalten folgende Informationen:
- Nr.: Ranglistennummer
- Titel: FIDE-Titel zu Saisonbeginn (Eloliste vom März 2012); GM = Großmeister, IM = Internationaler Meister, FM = FIDE-Meister, WGM = Großmeister der Frauen, WIM = Internationaler Meister der Frauen, WFM = FIDE-Meister der Frauen, CM = Candidate Master, WCM = Candidate Master der Frauen
- Elo: (FIDE-)Elo-Zahl zu Saisonbeginn (Eloliste vom März 2012); wenn diese Zahl eingeklammert ist, so handelt es sich nicht um eine FIDE-Elo, sondern um eine österreichische Elozahl.
- Nation: Nationalität gemäß Eloliste vom März 2012
- G: Anzahl Gewinnpartien (kampflose Siege werden in den Einzelbilanzen berücksichtigt)
- R: Anzahl Remispartien
- V: Anzahl Verlustpartien (kampflose Niederlagen werden in den Einzelbilanzen nicht berücksichtigt)
- Pkt.:  Anzahl der erreichten Punkte
- Partien: Anzahl der gespielten Partien
- Elo-Performance: Turnierleistung der Spielerinnen mit mindestens 4 Partien

## SV Wulkaprodersdorf
| Nr. | Titel | Name                    | Elo  | Nation     | G | R | V | Pkt. | Partien | Elo- Perf. |
| --- | ----- | ----------------------- | ---- | ---------- | - | - | - | ---- | ------- | ---------- |
| 1   | WIM   | Anna-Christina Kopinits | 2257 | Österreich | 5 | 0 | 0 | 5    | 5       | 2675       |
| 2   | WFM   | Katharina Newrkla       | 2156 | Österreich | 2 | 2 | 0 | 3    | 4       | 2115       |
| 3   | WFM   | Veronika Exler          | 2123 | Österreich | 4 | 1 | 0 | 4,5  | 5       |            |

## Freundinnen Tirol
| Nr. | Titel | Name              | Elo  | Nation     | G | R | V | Pkt. | Partien | Elo- Perf. |
| --- | ----- | ----------------- | ---- | ---------- | - | - | - | ---- | ------- | ---------- |
| 1   | WIM   | Helene Mira       | 2083 | Österreich | 4 | 2 | 1 | 5    | 7       | 2147       |
| 2   |       | Anna-Lena Schnegg | 2039 | Österreich | 6 | 0 | 1 | 6    | 7       | 2175       |
| 3   |       | Karin Schnegg     | 2067 | Österreich | 0 | 0 | 0 | 0    | 0       |            |
| 4   |       | Vanessa Röck      | 1669 | Österreich | 0 | 0 | 0 | 0    | 0       |            |

## SV Pamhagen
| Nr. | Titel | Name             | Elo  | Nation     | G | R | V | Pkt. | Partien | Elo- Perf. |
| --- | ----- | ---------------- | ---- | ---------- | - | - | - | ---- | ------- | ---------- |
| 1   | WFM   | Julia Novkovic   | 2084 | Österreich | 1 | 2 | 2 | 2    | 5       | 1996       |
| 2   | WFM   | Maria Horvath    | 2025 | Österreich | 3 | 1 | 1 | 3,5  | 5       | 2035       |
| 3   |       | Elisabeth Hapala | 1957 | Österreich | 3 | 1 | 0 | 3,5  | 4       |            |

## Vorarlberg
| Nr. | Titel | Name              | Elo    | Nation     | G | R | V | Pkt. | Partien | Elo- Perf. |
| --- | ----- | ----------------- | ------ | ---------- | - | - | - | ---- | ------- | ---------- |
| 1   |       | Michaela Kessler  | 2000   | Österreich | 1 | 0 | 2 | 1    | 3       |            |
| 2   |       | Annika Fröwis     | 1981   | Österreich | 4 | 1 | 2 | 4,5  | 7       | 2001       |
| 3   |       | Laura Nagy        | 1924   | Österreich | 2 | 0 | 1 | 2    | 3       |            |
| 4   |       | Magdalena Steiner | (1501) | Österreich | 0 | 0 | 0 | 0    | 0       |            |

## SV Feldbach
| Nr. | Titel | Name                    | Elo    | Nation     | G | R | V | Pkt. | Partien | Elo- Perf. |
| --- | ----- | ----------------------- | ------ | ---------- | - | - | - | ---- | ------- | ---------- |
| 1   |       | Reka Horvath            | 2068   | Österreich | 2 | 2 | 2 | 3    | 6       | 2043       |
| 2   |       | Sandra Wilfling         | (1742) | Österreich | 1 | 0 | 3 | 1    | 4       |            |
| 3   |       | Jasmin-Denise Schloffer | 1444   | Österreich | 0 | 2 | 0 | 1    | 2       |            |
| 4   |       | Vanessa Stallinger      | 1453   | Österreich | 0 | 1 | 1 | 0,5  | 2       |            |

## Apoptosis Wien
| Nr. | Titel | Name           | Elo    | Nation     | G | R | V | Pkt. | Partien | Elo- Perf. |
| --- | ----- | -------------- | ------ | ---------- | - | - | - | ---- | ------- | ---------- |
| 1   |       | Andrea Zechner | 1951   | Österreich | 1 | 1 | 3 | 1,5  | 5       | 1925       |
| 2   |       | Evelyn Rampler | 1845   | Österreich | 1 | 1 | 2 | 1,5  | 4       | 1793       |
| 3   |       | Verena Tschida | (1654) | Österreich | 1 | 0 | 4 | 1    | 5       | 1777       |

## SV Schachamazonen Graz
| Nr. | Titel | Name               | Elo    | Nation     | G | R | V | Pkt. | Partien | Elo- Perf. |
| --- | ----- | ------------------ | ------ | ---------- | - | - | - | ---- | ------- | ---------- |
| 1   | IM    | Eva Moser          | 2460   | Österreich | 1 | 0 | 0 | 1    | 1       |            |
| 2   |       | Elisabeth Klinkan  | 1982   | Österreich | 0 | 2 | 3 | 1    | 5       | 1790       |
| 3   |       | Andrea Schmidbauer | 1896   | Österreich | 0 | 0 | 1 | 0    | 1       |            |
| 4   |       | Margot Landl       | 1782   | Österreich | 1 | 2 | 4 | 2    | 7       | 1726       |
| 5   |       | Laura Hiebler      | 1747   | Österreich | 0 | 0 | 0 | 0    | 0       |            |
| 6   |       | Gabriele Kaser     | (1346) | Österreich | 0 | 0 | 0 | 0    | 0       |            |

## Tschaturanga Wien
| Nr. | Titel | Name              | Elo  | Nation     | G | R | V | Pkt. | Partien | Elo- Perf. |
| --- | ----- | ----------------- | ---- | ---------- | - | - | - | ---- | ------- | ---------- |
| 1   |       | Valentina Bauer   | 1791 | Österreich | 0 | 2 | 1 | 1    | 3       |            |
| 2   |       | Laura Tarmastin   | 1769 | Österreich | 0 | 1 | 2 | 0,5  | 3       |            |
| 3   |       | Sarah Maienschein | 1732 | Österreich | 0 | 1 | 3 | 0,5  | 4       | 1673       |
| 4   |       | Rebecca Fritz     | 1697 | Österreich | 0 | 1 | 3 | 0,5  | 4       |            |